# Asanga

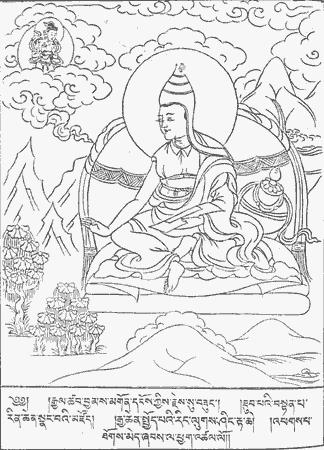
Asanga rozmawiający z Maitreją

Asanga − żyjący w Indiach IV w.n.e. filozof indyjski, twórca szkoły filozoficznej jogaćara należącej do kręgu buddyzmu mahajany. Asanga jest współautorem 5 siastr buddyjskich przekazanych poprzez niego przez Maitreję. Owych pięć siastr Asangi to: 
- Ornament Urzeczywistnienia
- Ornament Zbiorów Sutr
- Siastra o Naturze Buddy (Uttaratantrasiastra)
- Rozróżnienie Zjawisk od Czystej Istoty
- Rozróżnienie Środka od Skrajności

Teksty te są jednymi z najbardziej znaczących dzieł w historii mahajany i do dziś stanowią podstawę współczesnych doktryn o naturze rzeczywistości (o tzw. "pustości" Sunjata) zarówno dla poglądów czittamatra "Szkoły Tylko Umysłu" jak i szentong "Szkoły Pustości Innego".